# Tower of Fantasy
Tower of Fantasy (кин: 幻塔; пин. Huàn Tǎ; буквално Торањ фантазије) је акциона РПГ игрица са отвореним светом који је бесплатан за игру коју је развила Hotta Studio, подружница Perfect World. Објављена је на Apple Store, Windows и Google Play 2022. године и постављена на платформе Steam и Epic Games. Радња игре смештена је у далекој будућност на ванземаљској планети Аида, контаминираној мистериозном, али моћном радиоактивном енергијом званом Омнијум након катаклизме која је скоро збрисала људску цивилизацију и мутирала екологију планете. Играч игра случајног посетиоца који истражује свет и бори се против мутираних створења и непријатељских сила док напредују кроз причу.

## Играње
је 3Д акциона игра улога (РПГ) у „заједничком свету“  која се игра са погледом из трећег лица. Играч контролише аватар карактера који је измењив и који ступа у интеракцију са ликовима који нису играчи и другим ентитетима и прикупља предмете док путују у отвореном виртуелном свету. Лик играча може трчати, скакати, спринтовати, пењати се, пливати и може се опремити разним возилима за кретање по свету. Посебни покрети аватара, са изузетком спринта, ограничени су обновљивом скалом издржљивости која се полако исцрпљује док се играч креће у том режиму. Док лик играча комуницира са светом и причом, играч зарађује поене искуства који повећавају њихов ниво и побољшавају њихове борбене способности (напад, одбрану, резистенцију итд).
Играч се бори против непријатеља различитим оружјем које се може опремити кроз борбени систем хек-и-слеш где лик играча мења оружја како би приступио њиховим јединственим нападима и способностима. Могу се опремити до 3 оружја и оружје које се користи се може променити у било ком тренутку. Свако оружје има основни и напуњен напад, а скакање у ваздух омогућава ваздушне нападе који троше издржљивост и форму напада понирањем. Оружје на даљину има основни режим напада са аутоматским циљањем и режим обичног циљања. Оружје такође има јединствену вештину засновану на систему хлађења. Док играч напада непријатеље, неактивно оружје ствара набој и када играч промени оружје чији је набој на максимуму, оно ослобађа снажан напад пражњења. Да би избегао непријатељске нападе, играч може да избегне у било ком правцу, али је ограничен мерачем издржљивости за избегавање (3 избегавања, један се допуни за 5 секунди). Одређивање времена избегавања непосредно пре него што се непријатељски напад деси активира режим „фантазије” који замрзава време и све непријатеље у одређеном радијусу на неколико секунди, као и потпуно пуни играчева алтернативна оружја, дајући играчу временски период да нанесе огромну штету док су њихови непријатељи имобилисани.
Постоје различите врсте оружја и свако оружје такође има једну од 3 улоге (напад, одбрана, лечење) и различите статистике које утичу на њихов утицај у игри. Поред основних вредности штете, оружје има и елементарни тип напада (пламен, лед, ваздух, муња и физички), статистику разбијања која утиче на његову ефикасност против штитова и статистику пуњења која утиче на то колико брзо оружје пуни алтернативна 2 неактивна оружја играча. Елементарни напад се може активирати пуњењем напада и када се користи, даје одређене ефекте и дибафове против непријатеља (ослабљује непријатеља). Опремање оружја одређеним комбинацијама елемената такође ствара резонанцију оружја која даје различите додатке оружју. Одређено оружје, познато као Симулакрум, поседује АИ репрезентацију својих бивших власника. Поред високог потенцијала за надоградњу, Симулакрум се може активирати да трансформише лик играча у лик Симулакрума. Надоградња ових Симулакрума даје њихове јединствене карактеристике и такође откључава садржај који омогућава играчу да научи о ликовима из Симулакре.
Као РПГ „заједнички свет“, играчи на истом серверу коегзистирају и могу се сусрести са другим играчима у истој инстанци света игре. Tower of Fantasy подржава заједничку игру где се до 4 играча на истом серверу могу удружити да играју заједно како би истражили свет, довршили опште или специфичне мисије за више играча или се борили против јачих непријатеља или мод игре играч против играча где играчи могу да изазивају једни друге у дуел борбама у отвореном свету или се боре у режиму арене званом Eјпекс Лига да би напредовали на табели и добили посебне награде у зависности од успеха.

## Заплет
Године 2316. човечанство је открило настањиву ванземаљску планету Аиду и суочено са све мањим ресурсима и окружењем у колапсу на Земљи, послало је свемирски брод колоније на више од 200 година међузвездано путовање да успостави људску колонију на планети. Године 2653. откривена је комета Мара и у њој огромна резерва моћне енергије зване Омнијум. Да би се ухватила комета и искористила ова енергија, саграђена је Кула фантазије, али само 5 година након њеног завршетка, експлозија енергије Омнијума озрачује Аиду и уништава људску цивилизацију на планети. Део човечанства преживљава захваљујући „пригушивачима” развијеним за сузбијање радијације, а научна организација Хикрос је формирана да омогући човечанству да се прилагоди и даље користи Омнијум. У супротности са Хикросом је мрачна организација која носи име Наследници Аиде, која гледа на Омнијум као на извор беде и зла и бори се против Хикроса да оконча истраживање Омнијума. У међувремену, живот на планети постепено мутира у све агресивније и моћније облике живота који представљају опасну претњу за преживеле.
Отприлике 50 година након катаклизме, играч и неименовани сапутник (брат и сестра, улоге у зависности од пола који играч изабере) истражују уништени објекат на неодређеној мисији када их напада чудовиште које је двоглави пас под именом Барбароса. Играч и сапутник се раздвајају и играч преживљава чудовишта, само да би њихов потисник остао без енергије и играч пада у несвест. Играч се тада буди у Астра склоништу у присуству његовог вође Зика и његове сестре Ширли, без сећања на прошлост.